# Flowbatterij

Schematische afbeelding van een typische redox-flowbatterij.

Een flowbatterij, flowaccu of flowaccumulator is een type elektrochemische cel waarin de energie opgewekt wordt uit het pompen van metaalionen opgelost in vloeistoffen langs een membraan. Het doorlaten van ionen van de ene vloeistof door het membraan naar de andere vloeistof veroorzaakt een elektrische stroom die kan worden opgevangen door de elektrode en gebruikt in elektrische systemen. De uitwisseling van de ionen tussen de twee vloeistoffen vindt plaats zonder direct contact (vanwege het membraan) tussen de twee vloeistoffen, waardoor de oplossingen volledig gescheiden blijven in hun respectievelijke omhulsels.
Net als een normale oplaadbare batterij kan ook de flowbatterij na uitputting opnieuw opgeladen worden door een stroom door het systeem te leiden in omgekeerde richting, zodat de ionverdeling terug wordt gebracht naar de beginstaat. Hierna kan de batterij wederom op de normale manier ontladen en hergebruikt worden. Een andere eigenschap van dit systeem is dat, aangezien beide vloeistoffen geheel gescheiden zijn, net als de conventionele brandstofcel de inhoud van de flowbatterij na gebruik geleegd kan worden om de uitgeputte vloeistoffen te verwisselen met nieuwe bruikbare vloeistoffen.
De capaciteit van een flowbatterij is afhankelijk van het beschikbare volume vloeistof en de concentratie van de opgeloste ionen. De leverbare stroom is echter enkel afhankelijk van de efficiëntie en het oppervlak van de elektroden. De spanning van een enkele cel is afhankelijk van de gebruikte elektrolyten. De spanning van de batterij kan worden verhoogd door meerdere cellen in serie te schakelen.

## Soorten
Net als bij de brandstofcel en de conventionele batterij zijn er verschillende soorten flowbatterijen. De vier meest prominente soorten zijn de redox-, hybride, membraanloze en organische flowbatterij.

### Redox
De redox-flowbatterij maakt gebruik van het verschil in concentraties van de elektrochemische stoffen in beide vloeistoffen (elektrolyten). De uitwisseling van protonen door het membraan (reductie–oxidatie) zorgt voor een stroom door de elektrode, en het gehele proces is omkeerbaar. Aangezien de componenten van dit systeem geheel gescheiden blijven door een volledige cyclus, is het makkelijk om de vloeistoffen te vervangen. Daarnaast is het ook makkelijk om het systeem op te schalen om zo de capaciteit van de batterij te verhogen.
Voor grootschalige applicaties is tot op heden de vanadium-redox-accumulator een van de meest gebruikte variant, grotendeels vanwege de grote en schaalbare capaciteit. Aangezien in deze soort batterij aan beide zijden van het membraan de gebruikte stoffen vanadium-ionen zijn vindt er geen kruisbesmetting plaats. Aan de ene zijde van het membraan is er V2+/V3+ aanwezig, aan de andere zijde V5+/V4+. Alhoewel de overgang van de vanadium-ionen door het membraan niet volledig verhinderd kan worden, leidt dit slechts tot een klein verlies in energie. Andere vormen van redox-flowbatterijen bevatten vanadium–broom, ijzer–chroom, waterstofbromide-broom en waterstof.
Een van de nadelen aan dit soort batterij is echter dat het potentiaalverschil ten opzichte van andere soorten batterijen vrij laag is. De gerapporteerde voltages in redox-flowcellen loopt van ongeveer 1V tot 3,4V. Dit is vergelijkbaar met de meeste AA-batterijen. Echter, er zijn vele andere toepassingen die een grotere spanning vereisen waarvoor, bijvoorbeeld, een 9V-batterij vaak gebruikt wordt. Het potentiaalverschil in een flowbatterij kan worden verhoogd door de oplossing te veranderen. Flowbatterijen gebruik makend van oplossingen in water hebben een maximum spanning van ongeveer 1,23V op kamertemperatuur, terwijl organische oplossingen een maximum van boven 5V kunnen hebben. Verder kunnen meerdere cellen in serie worden geschakeld, maar dit kost meer elektrolyt. Een verhoging in de maximale spanning die kan worden opgewekt in een batterij verbreedt de toepasbaarheid van de desbetreffende batterij waardoor de redox-flowbatterij voor meerdere doeleinden een potentieel alternatief voor de conventionele batterij wordt.

### Hybride
Naast de redox-flowbatterij is er ook een hybride vorm van deze batterij, waarin een van de actieve stoffen in de oplossingen in vaste vorm neerslaat op de anode of kathode. Een voorbeeld hiervan is de zink–broom-hybride flowbatterij waarin tijdens het opladen een zinkneerslag ontstaat op de anode. Tijdens ontlading komen er per zinkatoom twee elektronen vrij en lossen de nu zink-ionen op in de anolyt (anode elektrolyt). De reactievergelijkingen aan beide zijden in dit voorbeeld zijn als volgt:
{\displaystyle {\ce {Zn <=>[{ontladen}][{opladen}] Zn^2+ + 2e^-}}}
{\displaystyle {\ce {Br_2 + 2e^- <=>[{ontladen}][{opladen}] 2Br^-}}}
De totale reactievergelijking is:
{\displaystyle {\ce {Zn + Br_2 <=>[{ontladen}][{opladen}] Zn^2+ + 2Br^-}}}
De spanning over het hele systeem is ongeveer 1,8V en kan meer dan tweeduizendmaal volledig ontladen worden zonder schade aan de batterij. Een zink–broom-hybride flowbatterij met gereduceerd grafeenoxide (rGO) heeft een verbeterde efficiëntie in termen van zowel energiedichtheid, coulomb-efficiëntie en stroomdichtheid ten opzichte van soortgelijke batterijen zonder rGO.

### Membraanloos
Een van de duurste, teerste en meest complexe onderdelen van een flowbatterij is het membraan. Het laat vaak toch een klein deel van de elektrolyt door en het slijt door een schurende werking van kristallen in de vloeistof en door chemische processen. Het is dus interessant om een flowbatterij te maken waarbij geen membraan nodig is. Ook zonder een membraan mogen de vloeistoffen niet mengen, anders kan er geen potentiaal optreden. Hiervoor wordt laminaire stroming gebruikt.
De uitdaging is dus om de vloeistoffen zo min mogelijk te laten mengen. Dit is niet perfect mogelijk: de vloeistoffen zullen altijd diffunderen. Om de diffusie minimaal te houden moeten de vloeistoffen zo snel mogelijk weer van elkaar worden gescheiden. De stroming door het reactiekanaal moet dus zo snel mogelijk zijn, maar niet zo snel dat er turbulentie optreedt. Een manier om de scheiding te bevorderen is om tussen de twee elektrolyten nog een ion-geleidende vloeistof te laten stromen. Naast het fysiek scheiden van de elektrolyten zal enige gediffundeerde kruisbesmetting worden afgevoerd waardoor de flowbatterij veel efficiënter wordt. Deze techniek is echter nog vrij nieuw en er is weinig over bekend.
Een voorbeeld van een membraanloze flowbatterij zijn sommige versies van de waterstofbromideflowbatterij. Hierbij stroomt een mengsel van dibroom en broomwaterstofzuur over de kathode. Deze stroom staat direct in contact met een stroom van alleen waterstofbroomzuur, welke weer in contact staat met een poreuze anode. Door deze anode stroomt waterstofgas. De reactie bij de kathode is:
{\displaystyle {\ce {Br_2 + 2H^+ + 2e^- <=>[{ontladen}][{opladen}] 2HBr}}}
en in de anode is dat:
{\displaystyle {\ce {H_2 <=>[{ontladen}][{opladen}] 2H^+ + 2e^-}}}
De totale reactie is dan:
{\displaystyle {\ce {Br_2 + H_2 <=>[{ontladen}][{opladen}] 2HBr}}}

### Organisch
De meest voorkomende flowbatterijen maken gebruik van anorganische materialen in de energieopwekking, maar juist deze soort implementatie brengt veel kosten en infrastructurele problemen met zich mee. De toepassing van organische stoffen in de plaats van de anorganische materialen zorgt voor een verbetering op verschillende vlakken ten opzichte van traditionele flowbatterijen.
Onder de organische flowbatterijen vallen twee specifieke soorten batterij; aquatische en non-aquatische organische redox-flowbatterijen. Het grootste verschil tussen de twee is het materiaal waarin de reductie- en oxidatiematerialen worden opgelost. In de aquatische batterijen worden de organische stoffen opgelost in water, terwijl in de non-aquatische batterijen de organische stoffen worden opgelost in voornamelijk andere organische stoffen.
Het voordeel van de oplossing op waterbasis is dat de implementatie op grote schaal makkelijker te faciliteren is door de natuurlijke overvloed aan water. Daarnaast heeft het ook een significant verminderd risico met betrekking tot vervuiling ten opzichte van andere oplossingsstoffen.
De andere batterijen, niet op waterbasis, hebben echter het voordeel van een significant hogere elektrische potentiaal, wat bij water rond de 1,23V ligt. Een voorbeeld hiervan is de 3V fast-charging die bereikt werd in een ijzer–chroom-flowbatterij. De snelle oplaadsnelheid maakt de flowbatterij een goede kandidaat voor de opslag van energieoverschotten, bijvoorbeeld bij groenestroomopwekking.

### Geïntegreerd zonnepaneel
Een andere vorm van flowbatterij is een flowbatterij met een geïntegreerd zonnepaneel. In dit type batterij wordt de zonne-energie opgewekt uit een foto-elektrische elektrode aan de ene zijde van de opwekkingscel. Deze elektrode wekt een stroom op door het foto-elektrisch effect waarmee een overschot aan elektronen wordt vrijgelaten in de katholyt (kathode elektrolyt). De ontlading van de elektriciteit uit deze batterij gaat op dezelfde manier als bij andere flowbatterijen, namelijk door middel van redoxreacties.
De schakeling tussen de foto-elektrische elektrode, de kathode en de anode geeft de mogelijkheid om de functionaliteit van de zonne-flowbatterij de wisselen. Het kan als een pure zonnecel gebruikt worden door foto-elektrode en de kathode te verbinden, hierbij vindt dan een eenzijdige reactie plaats enkel in de katholyt. De normale redox-flowbatterijmodus kan gebruikt worden door de werking van de foto-elektrode buiten gebruik te houden. Een hybride redox-flowbatterij-zonnecelmodus kan worden geactiveerd door de foto-elektrode en de anode te verbinden. In dit geval kan de batterij opgeladen worden door de foto-elektrode tijdens het ontladen door de redox-reactie, wat bijvoorbeeld een geschikt gebruik is tijdens gebruik van elektriciteit en wanneer de zon schijnt. Deze flowbatterij werk in dat geval als een soort buffer van elektrische energie.
In deze versie van de flowbatterij kan een maximum elektrisch potentiaal van 1.25V bereikt worden, vanwege het gebruik van water als oplosmateriaal.

## Rendement en levensduur
De levensduur van een flowbatterij is afhankelijk van het type flowbatterij dat wordt gebruikt, maar is vaak aanzienlijk groter dan andere vormen van chemische energieopslag. Er is helaas weinig bekend over de levensduur van nieuwere systemen.
Een vanadium-redox-flowbatterij heeft als voordeel dat zowel de anolyt als de katholyt gebruikmaken van vanadiumionen. Wanneer de elektrolyten mengen heeft dit minder negatieve gevolgen dan bij flowbatterijen met twee totaal verschillende elektrolyten. Hierdoor kan een vanadium-redox-flowbatterij ongeveer 20000 cycli meegaan. Dit type flowbatterij is ongeveer 75% efficiënt.
Zinkbromide-flowbatterijen zijn in ontwikkeling maar veelbelovend wegens hun goedkope elektrolyten en hoge theoretische energiedichtheid. Een probleem is dat de zink in metaalvorm niet gelijkmatig neerslaat op de negatieve elektrode, maar lange dentrieten vormt. Na 5 tot 10 cycli moet de zink weer worden opgelost door de batterij volledig te ontladen. Bepaalde additieven in de elektrolyten zoals methaansulfonzuur kunnen de dentrietvorming enigszins verminderen. Ondanks dit kan een zinkbromide-flowbatterij vele cycli mee. Een groter probleem is de corrosiviteit van het broom waardoor het systeem naar schatting maar 6000 uur (8 maanden) meegaat, onafhankelijk van hoeveel de batterij wordt gebruikt. Een zinkbromide-flowbatterij is ongeveer 70% efficiënt.
De membraanloze waterstofbromide-flowbatterij is ongeveer 66% efficiënt. Een ijzer–chroom non-aquatische organische flowbatterij is ongeveer 53% efficiënt.
In een flowbatterij met een geïntegreerd zonnepaneel verloopt het omzetten van zonne-energie naar elektrische energie tot een maximum rendement van 14,1%, welke met de levensduur niet veel daalt. Daarnaast heeft een dergelijke batterij een consistente energielevering, getest tot 100 cycli, ofwel 200 uur continu gebruik. Zonder tussenkomst van een flowbatterij is het gebruikte type zonnepaneel 29,3% efficiënt.
Andere chemische energieopslagmedia zijn bijvoorbeeld de loodaccu, welke ongeveer 1000 cycli meegaat en 75% efficiënt is; de lithium-ion-accu die ruim 1000 cycli meegaat en bijna 100% efficiënt is en de brandstofcel die ook meer dan 1000 cycli meegaat, maar vaak maar 50% efficiënt is.

## Toepassingen
De energie-industrie gaat meer en meer in de richting van groene stroom, waaronder zonne-energie, windenergie en energie gewonnen uit aardwarmte. Aangezien deze energiebronnen niet volledig door mens beïnvloedbaar zijn, zullen er energieoverschotten en -tekorten ontstaan die moeten worden opgevangen. Een van de voordelen van een flowbatterij is dat deze goed bruikbaar is in dit soort situaties. Met name de levensduur en (modulaire) capaciteit van een flowbatterij zou het uitzonderlijk geschikt maken voor de opslag van dit soort overschotten van energie. En dan met name in een systeem waarin zonne- of windenergie wordt opgewekt is de toepassing van een flowbatterij zeer handig.
Daarnaast is een flowbatterij ook bruikbaar als noodstroomvoeding. Met uitzondering van sommige pulsvoeding-flowbatterijen, waarin er geen sprake is van een constante stroom, leveren alle flowbatterijen een constante elektrische stroom die uiterst bruikbaar is in situaties waarin de onderbreking van voeding niet gewenst is.